# Lukas Nilsson
Lukas Nilsson (ur. 16 listopada 1996 w Ystad) – szwedzki piłkarz ręczny, lewy rozgrywający, od 2020 zawodnik Rhein-Neckar Löwen.
Reprezentant Szwecji, srebrny medalista mistrzostw Europy w Chorwacji (2018), uczestnik igrzysk olimpijskich w Rio de Janeiro (2016).

## Kariera sportowa
Wychowanek Ystads IF HF. W sezonie 2014/2015, w którym rozegrał 29 meczów i zdobył 189 goli, zajął 3. miejsce w klasyfikacji najlepszych strzelców szwedzkiej ekstraklasy. W sezonie 2015/2016, w którym wystąpił w 31 spotkaniach i rzucił 215 bramek, został królem strzelców tych rozgrywek. Ponadto w sezonie 2015/2016 rozegrał w Pucharze EHF 10 meczów, w których zdobył 81 goli.
W 2016 został zawodnikiem niemieckiego THW Kiel, z którym podpisał trzyletni kontrakt. W sezonie 2016/2017 rozegrał w Bundeslidze 34 mecze i zdobył 77 goli. Ponadto wystąpił w 18 spotkaniach Ligi Mistrzów, w których rzucił 41 bramek. W sezonie 2017/2018 rozegrał w Bundeslidze 34 mecze i zdobył 110 goli, natomiast w Lidze Mistrzów wystąpił 17 razy, rzucając 49 bramek. W marcu 2018 przedłużył kontrakt ze swoim klubem do końca czerwca 2021.
Uczestniczył w mistrzostwach Europy U-18 w Polsce (2014) i mistrzostwach świata U-21 w Brazylii (2015; rozegrał dziewięć meczów i zdobył 36 goli).
W reprezentacji Szwecji zadebiutował 5 listopada 2015 w wygranym meczu z Rosją (30:21), w którym zdobył gola. W styczniu 2016 uczestniczył w mistrzostwach Europy w Polsce, w których rozegrał siedem meczów i zdobył 24 gole oraz miał 29 asyst; przez komentatorów został uznany jednym z odkryć turnieju. Latem 2016 wziął udział w igrzyskach olimpijskich w Rio de Janeiro, podczas których wystąpił w pięciu meczach i rzucił 11 bramek.
Podczas mistrzostw świata we Francji (2017), w których Szwedzi zajęli 6. miejsce, rozegrał siedem meczów i rzucił 17 bramek. W 2018 wywalczył srebrny medal mistrzostw Europy – w turnieju, który odbył się w Chorwacji, wystąpił w ośmiu meczach i zdobył 13 goli, w tym dwa w spotkaniu finałowym z Hiszpanią (23:29).

## Sukcesy
THW Kiel
Liga Mistrzów:
- 2019/2020

Puchar EHF:
- 2018/2019

Puchar IHF:
- 2019

Mistrzostwa Niemiec:
- 2019/2020, 2020/2021
- 2018/2019
- 2016/2017

Puchar Niemiec:
- 2017, 2019

Superpuchar Niemiec:
- 2020

Reprezentacja Szwecji
- 2. miejsce w mistrzostwach Europy: 2018

Indywidualne
- Król strzelców Elitserien: 2015/2016 (215 bramek; Ystads IF HF)

## Statystyki

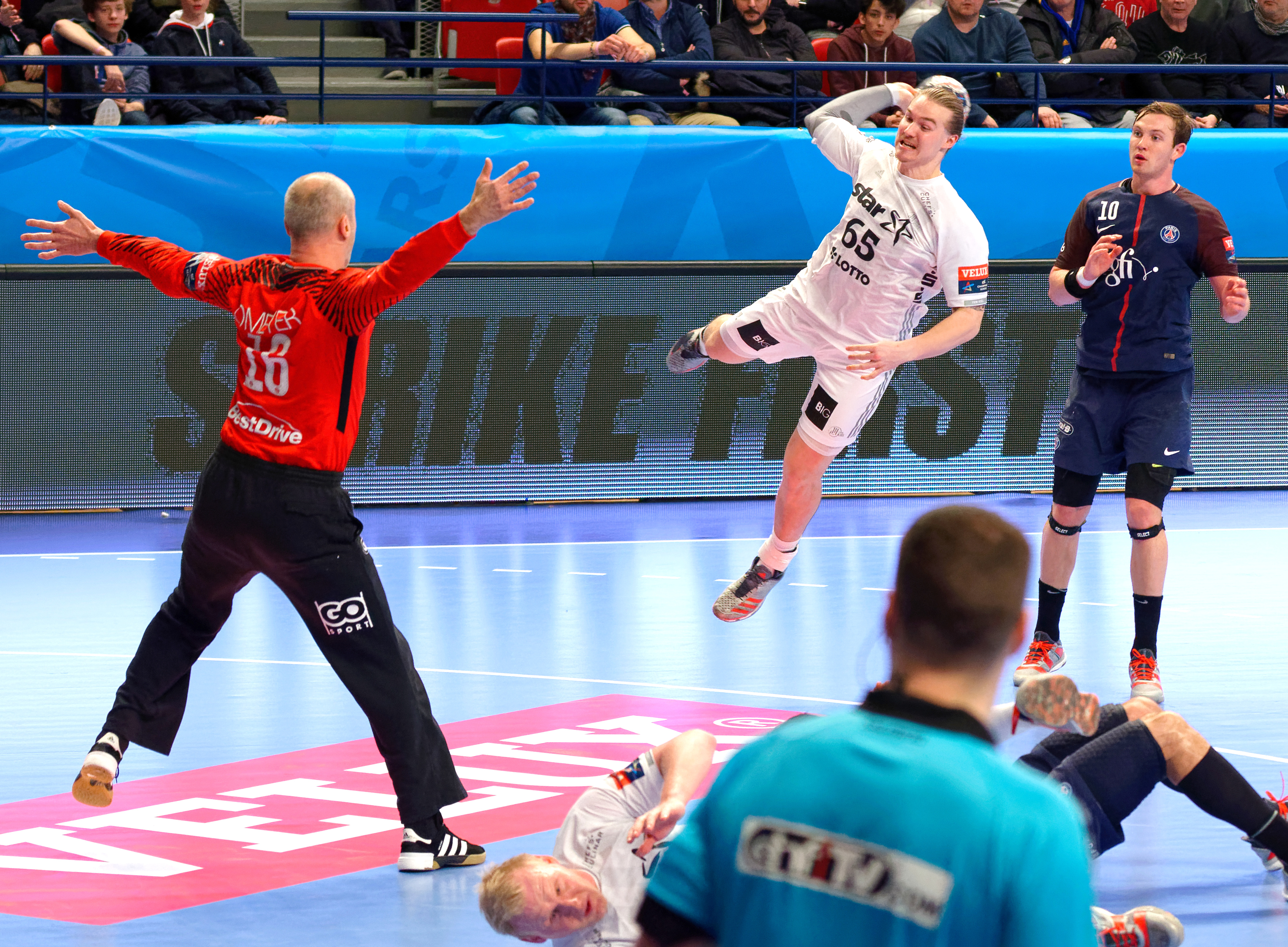
Lukas Nilsson oddaje rzut na bramkę w meczu Ligi Mistrzów z PSG (2018)

| Klub                    | Sezon     | Liga       | Liga | Liga | Liga |               | EHF | EHF | EHF | EHF |     | Razem | Razem | Razem |
| Klub                    | Sezon     | Liga       | M    | B    | Śr.  | M             | EHF | B   | Śr. | M   | B   | Śr.   |       |       |
| ----------------------- | --------- | ---------- | ---- | ---- | ---- | ------------- | --- | --- | --- | --- | --- | ----- | ----- | ----- |
| Ystads IF HF            | 2013/2014 | Elitserien | 24   | 114  | 4,8  | –             | –   | –   | –   | 24  | 114 | 4,8   |       |       |
| Ystads IF HF            | 2014/2015 | Elitserien | 29   | 189  | 6,5  | –             | –   | –   | –   | 29  | 189 | 6,5   |       |       |
| Ystads IF HF            | 2015/2016 | Elitserien | 31   | 215  | 6,9  | Puchar EHF    | 10  | 81  | 8,1 | 41  | 296 | 7,2   |       |       |
| Ystads IF HF            | Razem     | Razem      | 84   | 518  | 6,2  | –             | 10  | 81  | 8,1 | 94  | 599 | 6,4   |       |       |
| THW Kiel                | 2016/2017 | Bundesliga | 34   | 77   | 2,3  | Liga Mistrzów | 18  | 41  | 2,3 | 52  | 118 | 2,3   |       |       |
| THW Kiel                | 2017/2018 | Bundesliga | 34   | 110  | 3,2  | Liga Mistrzów | 17  | 49  | 2,9 | 51  | 159 | 3,1   |       |       |
| THW Kiel                | 2018/2019 | Bundesliga | 19   | 54   | 2,8  | Puchar EHF    | 2   | 11  | 5,5 | 21  | 65  | 3,1   |       |       |
| THW Kiel                | Razem     | Razem      | 87   | 241  | 2,8  | –             | 37  | 101 | 2,7 | 124 | 342 | 2,8   |       |       |
| Stan na 6 stycznia 2019 |           |            |      |      |      |               |     |     |     |     |     |       |       |       |